# Rue du Dahlia (Bruxelles)
Pour les articles homonymes, voir Rue du Dahlia.
La rue du Dahlia (en néerlandais : Dahliastraat) est une petite rue bruxelloise d'un seul tronçon située sur la commune de Schaerbeek qui va de l'avenue Eugène Demolder au carrefour formé par la rue Nestor De Tière et la rue Jan Blockx.
La numérotation des habitations va de 2 à 34 pour le côté pair, et de 3 à 27 pour le côté impair.
Le genre Dahlia regroupe des plantes tubéreuses de la famille des Astéracées originaire des stations tropicales chaudes du Mexique et d'Amérique centrale. Le genre fut dédié au botaniste suédois, Anders Dahl.